# Венгры в Австралии
Венгры в Австралии (англ. Hungarian Australians, венг. Ausztráliai magyarok) — этническое меньшинство на территории современной Австралии.

## Распространение
Большинство венгерских иммигрантов прибыло в Австралию после Второй мировой войны.

## Численность
В Австралии проживает 55000 граждан, имеющих венгерские корни. В основном они проживают в Мельбурне и Сиднее.

## Религия
По данным переписи населения 2006 года среди лиц венгерского происхождения:
- 72,9% христиан,
- 11,8% атеистов,
- 7,4% иудаистов,
- 0,6% приверженцы других религий,
- 6,6% затруднились ответить[1].